# Бережна Галина Василівна
Гали́на Васи́лівна Бережна́ (*2 серпня 1943, Бахмач, Бахмацького району Чернігівської області) — українська літераторка, педагог, перекладачка румунської, болгарської, словацької, білоруської та італійської художньої літератури.

## Біографія і творчість
Випускниця філологічного факультету Київського національного університету ім. Т. Г. Шевченка.
Авторка українських перекладів — з румунської творів М. Садовяну, Й. Славича, Т. Поповича, П. Селкудяну, Ю. Раціу, О. Панку-Яша, Й. Чобану, Н. Вієру, Г. Георгіу, С. Челак, з італійської — Л. Піранделло, із словацької — Г. Крижанової-Бриндзової, з білоруської — Янки Бриля, з болгарської — народних казок.
Член національної спілки письменників України з 1987 року.
Професор кафедри української мови, літератури та культури КПІ.

## Громадська робота
Активістка Бахмацького відділення Товариства «Чернігівське земляцтво» в місті Києві, заступниця голови.

## Деякі переклади
- Поштарик: повість / Г. Крижанова-Бриндзова ; переклад із словацької Галина Бережна ; художник Євген Котляр. — Київ : Веселка, 1986. — 279 с. : ілюстрації.